# Европейски лъв
Европейският лъв (Panthera leo europaea или Panthera leo tartarica), известен още като южноевропейски лъв или европейски планински лъв е изчезнал подвид на лъва. Населявал е Южна Европа и Балканите до исторически времена. Някои го считат за част от Азиатския лъв, но други го смятат за отделен подвид европейски лъв. Отличавал се е с петниста окраска. Европейският лъв в исторически времена е обитавал Пиренейския полуостров, Южна Франция, Италия и Балканите на юг до Северна Гърция. Той е най-северният от подвидовете на лъва до неговото изчезване. Неговите местообитания са на Средиземно море и умерените горски площи, с плячка, която включва зубри, лосове, бизони, елени и други европейски копитни животни. Той е сходен по размери на съвременните африкански лъвове или малко по-малък, с височина в холката около 1,2 m, мъжките обикновено варират между 180 кг до 200 кг, женските са по-малки. През 50-те години на първи век преди новата ера, почти изчезва от Източна Европа. Преди 20 г. пр.н.е. тези лъвове изчезват от Италия. Около 70-те години те са били ограничени в областта между реките Бистрица (Алиакмон) и Места. През 1 – 2 век те са изчезнали и в Източна Европа. Последните европейски лъвове просъществували до 9 – 10 век в Кавказ и вероятно в по-високите планини на Балканите.
Европейският лъв изчезнал поради прекомерен лов, който бил популярен сред гърците и римляните, свръхексплоатация, и конкуренция с дивите кучета. Заедно с берберския лъв и азиатския лъв, Европейския лъв е бил използван в римския форум, където се бие срещу зверове и животни, като каспийски тигър, зубри и мечки. Поради географското разпределение те са по-достъпни за римляните, отколкото лъвовете в Северна Африка и Близкия изток. Тъй като европейския лъв започва да намалява, римляните започват да внасят лъвове от Северна Африка и Близкия изток, които да се бият в арените. Повече информация за изчезването им не е известна.